# 沙巴莲花山三清宫
沙巴莲花山三清宫，或称亚庇莲花山三清宫，是位于马来西亚沙巴州亚庇南南区建山旧路五公里处，集儒、道和佛于一身的一所华人庙宇，也是沙巴最大的庙宇。三清宫占地11英亩，共设有8座大型庙体，是沙巴亚庇的旅游景点之一。